# Des garces pour l'enfer
Pour plus de détails, voir Fiche technique et Distribution.
Des garces pour l'enfer (Il fiore dai petali d'acciaio) est un giallo hispano-italien réalisé par Gianfranco Piccioli et sorti en 1973.

## Synopsis
Le chirurgien plastique Valenti est un praticien prospère qui a également plusieurs maîtresses. L'une de ses ex s'introduit furtivement dans la maison du docteur pour raviver leur relation et peut-être pour se faire de l'argent, mais le docteur n'est pas amusé. Une querelle éclate, puis une bagarre, et la jeune fille poussée par Valenti se blesse mortellement lorsqu'elle heurte une sculpture en acier représentant une fleur avec des pétales. Ne voulant pas d'ennuis, le docteur se débarrasse du corps, mais il est bientôt victime d'un chantage de la part de quelqu'un ayant assisté à la scène.

## Fiche technique
- Titre français : Des garces pour l'enfer[1]
- Titre original italien : Il fiore dai petali d'acciaio[2]
- Titre espagnol : La flor de petalos de acero[3]
- Réalisateur : Gianfranco Piccioli
- Scénario : Gianni Martucci, Gianfranco Piccioli
- Photographie : Antonio Borghesi
- Montage : Attilio Vincioni
- Musique : Marcello Giombini
- Décors : Rita Sala, Enor Silvani
- Costumes : Silvio Laurenzi
- Maquillage : Pier Antonio Mecacci (it)
- Production : Mauro Berardi (it), Gianfranco Piccioli, Riccardo Cerro
- Sociétés de production : Parva Cinematografica (Rome), Producciones Cinematograficas DIA (Madrid)
- Pays de production :  Espagne •  Italie
- Langue originale : italien
- Format : Couleur par Technicolor - 2,35:1 - Son mono - 35 mm
- Durée : 90 minutes
- Genre : Giallo
- Dates de sortie :
  - Italie : 13 novembre 1973

## Distribution
- Gianni Garko : Andrea Valenti
- Carroll Baker : Evelyn Gherardo
- Ivano Staccioli : Inspecteur Garrano
- Pilar Velázquez : Lena
- Paola Senatore : Daniela Gherardo
- Umberto Raho : le directeur de la maison de retraite
- Eleonora Morana : collègue de Valenti
- Alba Maiolini : la concierge
- Alessandro Perrella : un jeune chirurgien
- Angelo Bassi
- Giuseppe Mattei